# ピアノ協奏曲第2番 (サン＝サーンス)
ピアノ協奏曲第2番 ト短調 作品22は、カミーユ・サン＝サーンスが作曲した2番目のピアノ協奏曲。

## 概要
1868年に作曲され、5月13日にサン＝サーンス自身のピアノ、友人のアントン・ルビンシテインの指揮によってパリで初演された。ルビンシテインはこの演奏会が指揮者としてのデビュー公演だった。しかし、この初演は不首尾に終っている。後年サン＝サーンスは、初演の不首尾は練習時間の不足が原因であると告白しており、事実、作曲に着手してわずか3週間で初演に漕ぎつけている。
初演当時、このピアノ協奏曲の各楽章は音楽的コントラストが非常に顕著であるとの指摘があり、作曲家でピアニストであるジグムント・ストヨフスキは「J.S.バッハに始まり、オッフェンバックに終わる」という有名な言葉を残している。一方、フランツ・リストはこの作品を高く評価し、そのためか、やがてこの作品はサン＝サーンスの代表作の一つとして数えられ、今日では第2番は第4番と並んで、サン＝サーンスが作曲したピアノ協奏曲の中では最も人気が高い作品となっている。
楽譜は1868年中に出版された。1875年に第1番、第3番と共にデュラン社から再版されている。
なお、ジョルジュ・ビゼーはこの曲のピアノソロ用編曲を残しており、難曲として知られる(外部リンクにあるIMSLPのリンクで入手可能)。

## 楽器編成
独奏ピアノ、フルート2、オーボエ2、クラリネット2、ファゴット2、ホルン2、トランペット2、ティンパニ、シンバル(第3楽章のみ、任意)、弦五部

## 構成
3楽章の構成で、演奏時間は約24分。ただし伝統的な協奏曲の3楽章構成とは異なり、楽章ごとに指定テンポが速くなっていくように書かれている。
第1楽章 Andante sostenuto
ト短調、4分の4拍子。ソナタ形式。バロック音楽を思い起こさせる即興的なカデンツァに始まる。フランス風序曲を模した管弦楽の和音によって主部が始まり、第1主題と第2主題はともにピアノに提示される。再現部は管弦楽による第1主題の再現の後に、ピアノの長大なカデンツァが続く。第2主題は再現せず最後に序奏が短く再現され、劇的に終わる。
アルフレッド・コルトーによると、この楽章の第1主題はガブリエル・フォーレの（おそらく破棄された）合唱曲「タントゥム・エルゴ」から引用されたものだという。
第2楽章 Allegro scherzando
変ホ長調、6分の8拍子。ソナタ形式で書かれたスケルツォ風の軽妙な楽章。ピアノが、洗練そのものといった風情を見せつつ、滑るような軽走を聴かせる。第1主題はフレデリック・ショパンの「スケルツォ第4番」との関連が指摘されている。
第3楽章 Presto
ト短調、2分の2拍子。ソナタ形式。タランテラ風の動きの激しい終曲で、前の楽章より管弦楽の役割が増し、響きに厚みがある。ニ短調の第2主題はピアノで提示される流麗なもので、すぐにトリル音形を駆使したコデッタ主題が現れる。展開部は第1主題の展開に始まり、コデッタに由来するトリル音形が徹底的に敷衍される。3つの主題が取り扱われる規模の大きいコーダまで音楽の勢いは衰えず、ト短調の主和音を強調して終わる。
コーダについて、金澤攝は本曲を献呈したルビンシテインの「ピアノソナタ第2番」の終楽章からの引用と指摘している。